# Bouïounda
La Bouïounda (en russe : Буюнда) est une rivière longue de 434 km, affluent droit de la Kolyma, qui coule dans le nord-est de la Sibérie orientale en Russie d'Asie.

## Géographie
Son cours est situé dans l'oblast de Magadan. Elle prend sa source dans les monts de la Kolyma. Son cours inférieur comporte des rapides.
Son bassin a une superficie de 24 800 km2. Le débit moyen est de 87,5 m3/s à 265 km de son confluent, avec la Kolyma avec un minimum de 1,81 m3/s en avril et un maximum de 398 m3/s en juin. La rivière est gelée d'octobre à mai. Il y a plus de 1 500 lacs sur le bassin fluvial de la rivière.